# 小池池旭
小池池旭（こいけ-ちきょく、1824年 - 1878年）は、江戸後期-明治時代の日本画家と娘子隊の女武者。大沼枕山の義妹となる。

## 生涯
加賀(石川県)に文政7年生まれ。諸国遊歴中,江戸で大沼枕山(ちんざん)の義妹となる。後程松平容保の屋敷に起居するうち戊辰戦争がおき,会津へ同行して籠城にくわわる。彼女は娘子隊と戦った。敵(新政府軍)に捕らえられたが,画家であることを証明して釈放された。その後豊橋へ移住。 彼女は芸術家としてのキャリアを再開した。明治11年死去。彼女は結婚したことがなく、男性が好きではありませんでした。

## ギャラリー

「花鳥図」
「花鳥図」
「花鳥図」
「花鳥図」
「花鳥図」
「花鳥図」
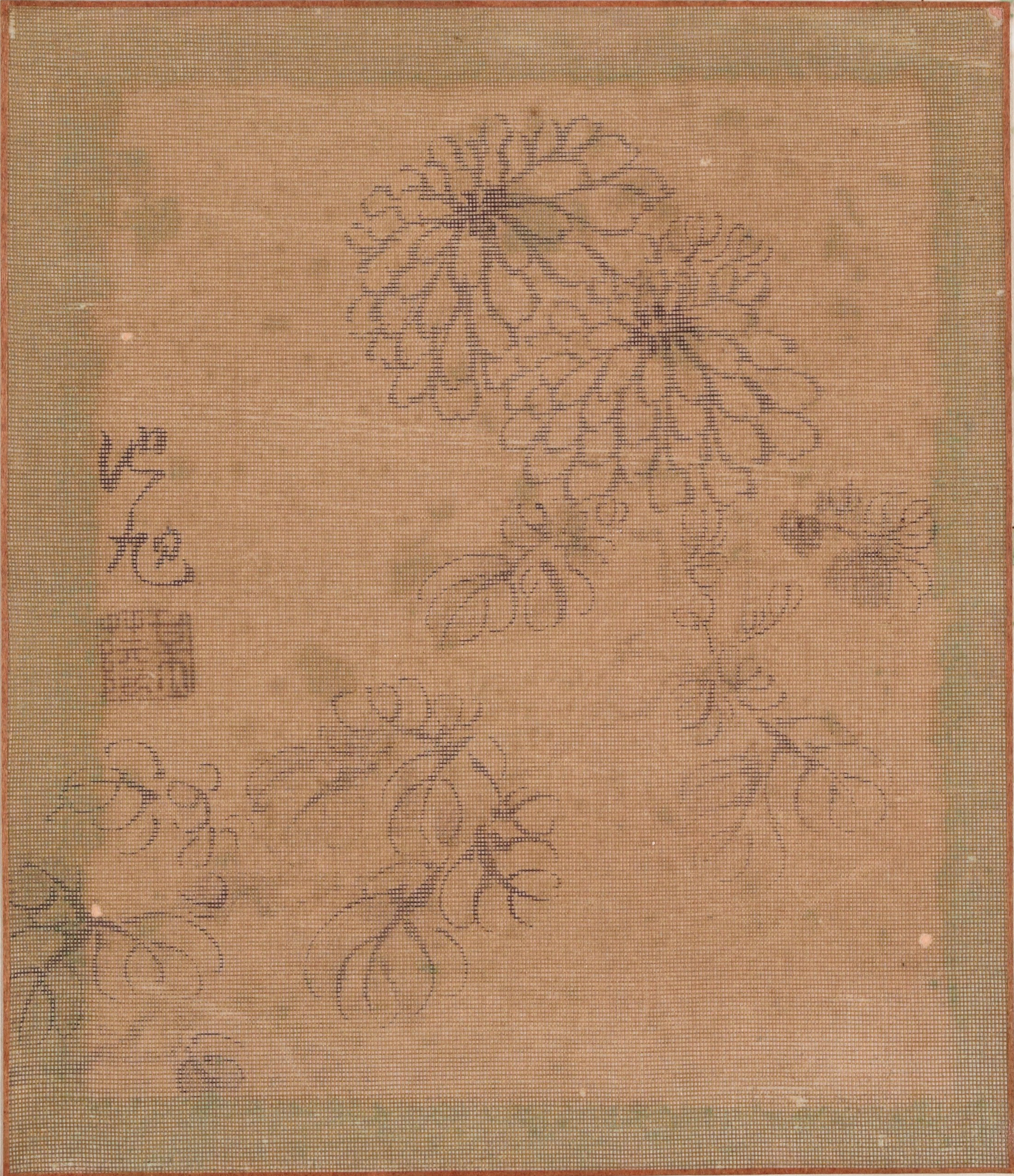